# Desmodium megaphyllum
Desmodium megaphyllum är en ärtväxtart som beskrevs av Heinrich Zollinger. Desmodium megaphyllum ingår i släktet Desmodium och familjen ärtväxter.

## Underarter
Arten delas in i följande underarter:
- D. m. glabrescens
- D. m. megaphyllum